# Levenslied
Een levenslied is een  lied dat de dingen uit met name de schaduwzijde van het leven bezingt. Het heeft meestal een moraal en geeft een sentimenteel of melodramatisch gevoel. Het kent de standaard opbouw van een refrein en coupletten. Een smartlap is niet hetzelfde, maar is een afgeleide van het levenslied. Het verhaal in een smartlap wordt van begin tot het einde verteld en loopt altijd slecht af. Kenmerkend voor een smartlap is de zogenaamde snik in de stem. De snik wordt beschreven als een noot die uit het diepst van het gevoel naar boven komt.
Het woord levenslied werd in 1908 bedacht door ofwel Jean-Louis Pisuisse, of Max Blokzijl. Tijdens een tournee door Nederlands-Indië zochten deze twee artiesten een Nederlands alternatief voor het Franse woord chanson waarmee ze tot dan toe hun repertoire aanduidden. Het werd levenslied: een lied waarin het echte leven vervat zit. Het woord werd al snel overgenomen door zangers van veel sentimenteler repertoire dan dat van Pisuisse en Blokzijl. Zangers van het 'betere lied' namen daarom afstand van het woord en levenslied kreeg de betekenis die het thans nog heeft.

## Geschiedenis
J.H. Speenhoff, Willy Derby en Louis Davids waren voor de Tweede Wereldoorlog pioniers van het levenslied. Na de oorlog piekte de Vlaamse entertainer Bobbejaan Schoepen als eerste met een aantal levensliederen over de Europese grenzen heen, hoewel diens enorme repertoire overwegend andere genres omvat.
In Nederland werd het genre vanaf de jaren 50 tot de jaren 80 vooral gedomineerd door de producers Johnny Hoes en Pierre Kartner, die voor artiesten als de Zangeres Zonder Naam, Jantje Koopmans, Eddy Wally en Corry en de Rekels succesvolle platen produceerden. Via Op Losse Groeven en Op Volle Toeren, televisieprogramma's die Chiel Montagne vanaf de jaren zeventig voor de TROS presenteerde, bleef een breed publiek op de hoogte van nieuwe hits en artiesten. Veel zangers en zangeressen van het levenslied waren van eenvoudige komaf, en vooral de Amsterdamse arbeidersbuurt De Jordaan was beroemd om de vele levensliedmuzikanten die ervandaan kwamen en erover zongen. 
In de jaren 80 nam de belangstelling van de grote media voor het levenslied af, hoewel André Hazes met negen toptienhits een nieuwe ster werd. Ook Koos Alberts scoorde incidentele hits, maar verder braken nauwelijks nieuwe artiesten tot het grote publiek door. Het waren voornamelijk de illegale piratenzenders en kleine, in het levenslied gespecialiseerde platenmaatschappijen, zoals Telstar (Nederlands muzieklabel) en CNR Records, die vanaf deze tijd de belangrijkste ondersteuners van het levenslied waren. Het succes dat Frans Bauer vanaf de jaren negentig beleeft, kwam via dit circuit tot stand. In dezelfde periode bleek ook uit de opkomst van smartlappenkoren en smartlappenfestivals dat het levenslied nog steeds op belangstelling van een groot publiek mag rekenen. Willeke Alberti bleef een constante factor binnen het genre met onder andere klassiekers als Telkens Weer, Samen Zijn en Ome Jan.
Sinds de tweede helft van de jaren 90 was het genre in zowel Nederland als Vlaanderen, mede door het succes van artiesten als Frans Bauer, Guido Belcanto, Corry Konings, Marianne Weber en Jan Smit, weer aan een revival bezig. Er is sindsdien weer een nieuwe generatie artiesten opgestaan, waaronder Charlène, Jannes, John de Bever, Thomas Berge, en de Vlaamse zangeres Laura Lynn, die met hun eigentijdse versie van het levenslied voor de hernieuwde populariteit van het genre hebben gezorgd.